# Rolf Sievert

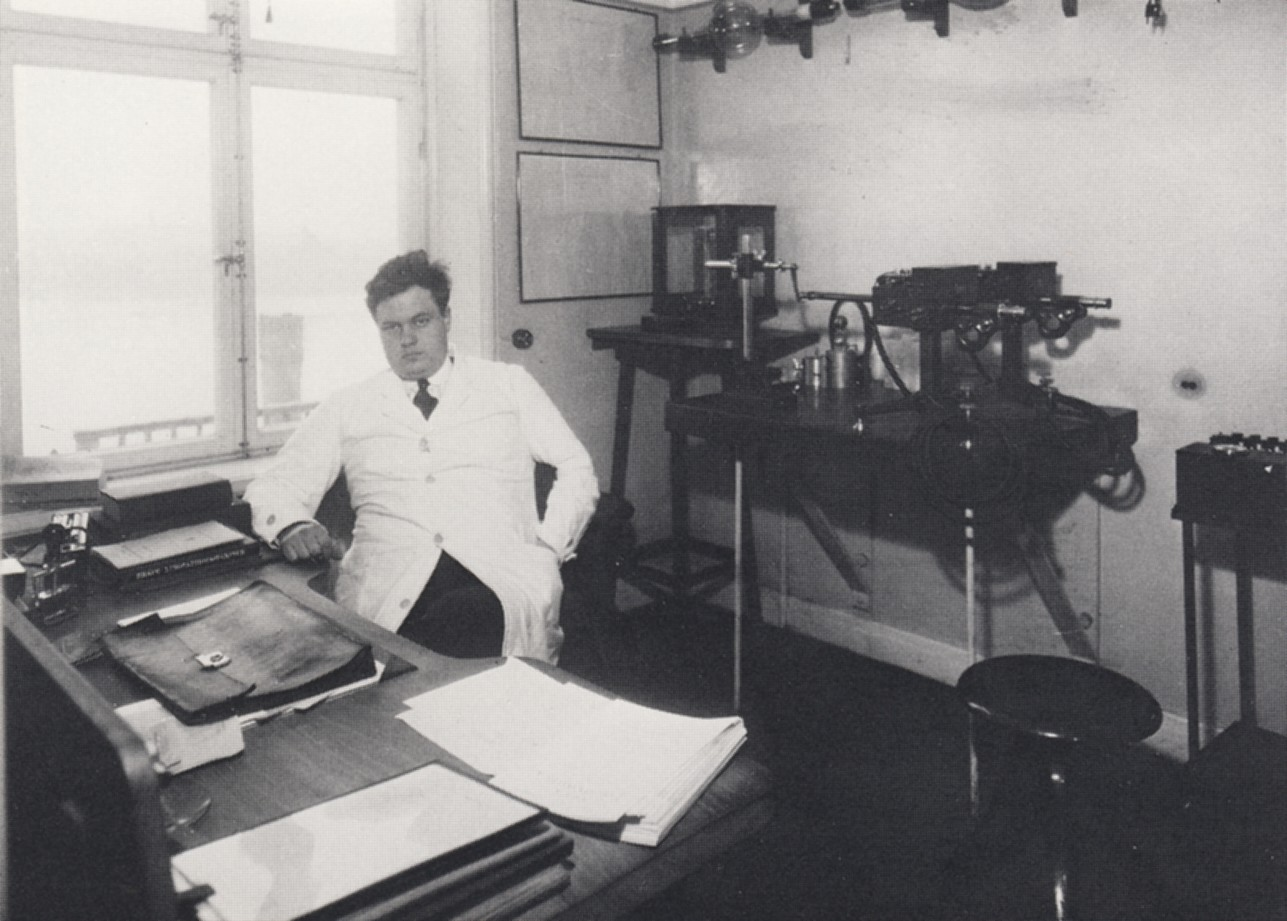
Sievert i sitt arbetsrum i Radiumhemmet 1925.

Rolf Maximilian Sievert, född 6 maj 1896 i Tyska S:ta Gertruds församling, Stockholm, död 3 december 1966 i Risinge församling, Finspång, Östergötland, var en svensk medicinsk fysiker. Sieverts huvudsakliga vetenskapliga bidrag var hans studier av biologiska effekter av joniserande strålning.

## Biografi
Sievert föddes i Stockholm som son till entreprenören Max Sievert och Sophie Sievert, född Panchéen. Han studerade vid Karolinska Institutet 1914–1915 och vid Kungliga Tekniska högskolan 1915–1916, blev filosofie kandidat vid Uppsala universitet 1919, filosofie licentiat vid Stockholms högskola 1924 och disputerade (filosofie doktor) 1932 vid Uppsala universitet med doktorsavhandlingen:
| ” | "Eine Methode zur Messung von Röntgen-, Radium- und Ultrastrahlung nebst einiger Untersuchungen über die Anwendbarkeit derselben in der Physik und der Medizin. Mit einem Anhang enthaltend einige Formeln und Tabellen für die Berechnung der Intensitätsverteilung bei Gamma-Strahlungsquellen." | „ |

Samma år blev han docent i medicinsk fysik vid Stockholms högskola.
Sievert ledde fysiklaboratoriet vid Radiumhemmet från 1924 till 1937, då han blev chef för avdelningen för radiofysik vid Karolinska Institutet, och var professor där 1941-1965. Från 1920 var han anställd vid Radiumhemmet, där han var konstruktör av mätmetoder och behandlingsapparater.
Han var pionjär inom mätning av stråldoser, i synnerhet användning för diagnos och cancerbehandling. Senare inriktade han sin forskning mot biologiska effekter efter upprepade låga stråldoser. Han var också en av de drivande i att skapa Militärfysiska institutet under andra världskriget, och vid tillkomsten av Kiruna geofysiska observatorium 1957.
Sievert uppfann ett antal instrument för att mäta stråldoser; den mest kända är Sievertkammaren. Sievert invaldes 1944 som ledamot nummer 915 av Kungliga Vetenskapsakademien och 1959 som ledamot av Ingenjörsvetenskapsakademien. År 1964 grundade Sievert International Radiation Protection Association och han var under en tid dess ordförande. Han var också ordförande för FN-kommittén United Nations Scientific Committee on the Effects of Atomic Radiation. 1979 vid Conférence Générale des Poids et Mesures (på engelska General Conference on Weights and Measures, CGPM), blev enheten för dosekvivalenten från joniserande strålning uppkallad efter honom (sievert, Sv).
Rolf Sievert var gift första gången 1918–1931 med Ingrid Sandberg och andra gången 26 juni 1932 med Astrid Östergren.